# Chorin
Chorin es un municipio del distrito de Barnim, en Brandeburgo (Alemania).